# Alexander Grimm
Alexander Grimm (n. 6 septembrie 1986, Augsburg, Germania) este un canoist german, medaliat olimpic. A participat la o ediție a Jocurilor Olimpice (2008) în care a câștigat o medalie de aur.

## Participări
Lista de mai jos prezintă principalele competiții la care a participat Alexander Grimm de-a lungul carierei.
- canoeing at the 2008 Summer Olympics – men's slalom K-1[*]